# Treptow
El Districte de Treptow (pronunciació alemanya: [ˈtʁeːptoː]) és un antic districte (Bezirk) del sud-est de Berlín. Al 2001 es va unir amb el de Köpenick per formar el nou districte Treptow-Köpenick. Estava compost pels barris (Ortsteile) d'Alt-Treptow, Plänterwald, Baumschulenweg, Niederschöneweide, Johannisthal, Adlershof, Altglienicke i Bohnsdorf.

## Galeria

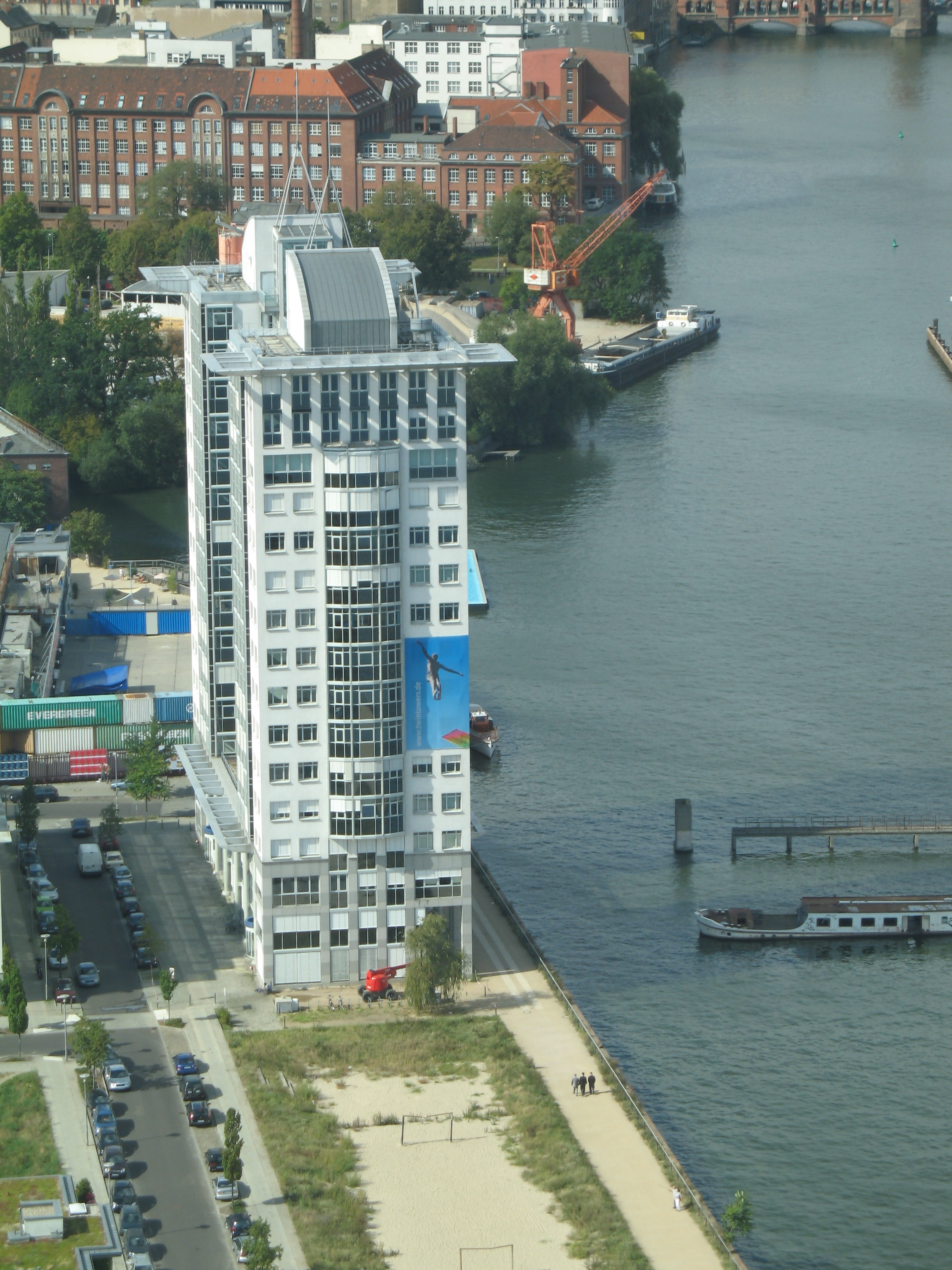
Edifici de les Torres Bessones a Treptow
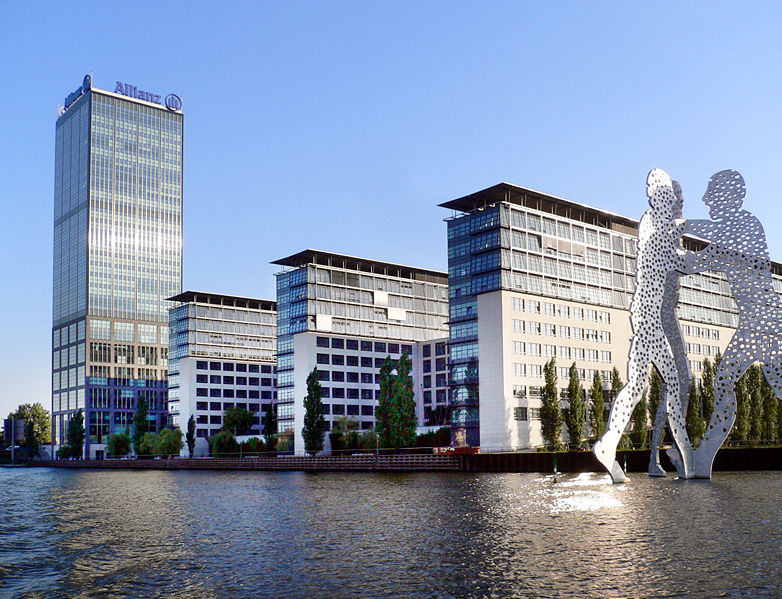
Edificis Treptowers, Treptow
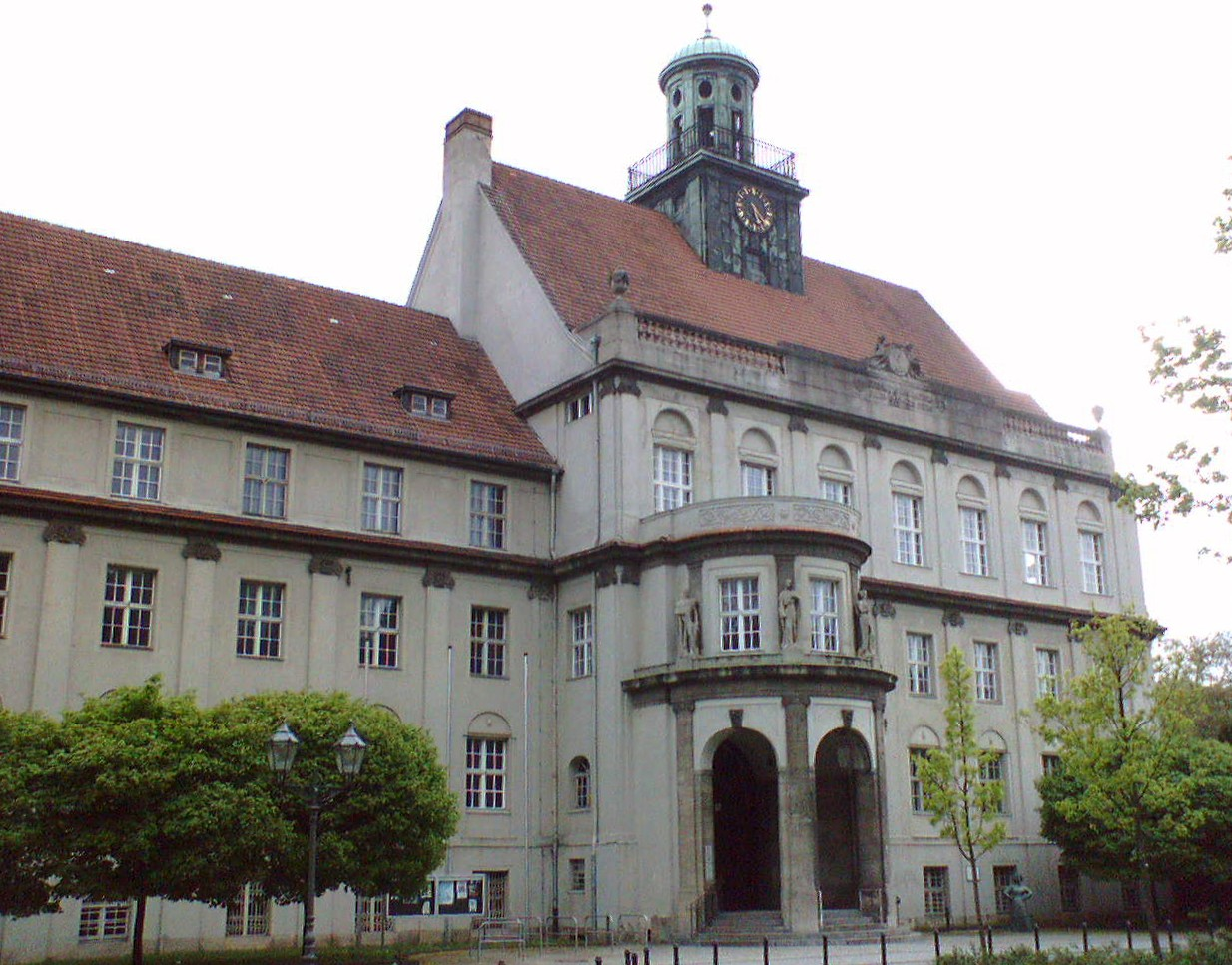
Ajuntament de Treptow

 A Wikimedia Commons hi ha contingut multimèdia relatiu a Treptow